# Marcel Nguyen
Marcel Van Minh Phuc Long Nguyen (Marcel Văn Minh Phúc Long Nguyễn, sinh ngày 8 tháng 9 năm 1987) là vận động viên thể dục dụng cụ người Đức gốc Việt. Anh đã thi đấu cho đội tuyển quốc gia Đức tại Olympic 2012 diễn ra tại Anh.

## Tiểu sử
Marcel Nguyễn có cha là người Việt và mẹ người Đức sinh sống tại thành phố Munich (tiểu bang Bayern). Năm 4 tuổi, Marcel đã bắt đầu tập thể dục dụng cụ và khi lên 7, anh tham gia câu lạc bộ TSV Unterhaching.

## Thành tích
Năm 2007, Marcel Nguyen cùng với các đồng đội giành được giải ba huy chương đồng nam tại Giải vô địch thế giới năm đó.
Năm 2008, tại giải vô địch châu Âu 2008, Marcel Nguyen cũng giành được hạng nhì huy chương bạc đồng đội nam.
Năm 2011, anh đoạt huy chương vàng cá nhân đầu tiên ở cấp độ châu Âu khi xuất sắc đứng đầu nội dung xà kép với số điểm 15,525.
Năm 2012, Marcel đoạt huy chương vàng dành cho Đội tuyển thể dục dụng cụ Đức tại giải vô địch châu Âu 2012 tại thành phố Montpellier nước Pháp. Ở Thế vận hội Olympic 2012 tổ chức tại thành phố London nước Anh, Marcel giành được huy chương bạc cá nhân ở môn Thể dục dụng cụ. Đây là tấm huy chương Olympic cho Đức sau 76 năm chờ đợi ở Bộ môn Thể dục dụng cụ.

## Quan hệ Việt Nam
Marcel Nguyễn đã hai lần về Việt Nam và ngỏ ý muốn giúp ngành thể thao Việt Nam bằng cách tăng cường giao lưu, trao đổi.